# Doctor Robert
«Doctor Robert» (с англ. — «Доктор Роберт») — песня английской группы «The Beatles», написанная Джоном Ленноном и Полом Маккартни. Песня вошла в седьмой студийный альбом группы 1966 года — «Revolver» в Великобритании, а впервые прозвучала на американском альбоме «Yesterday and Today» в июне того же года.

## О песне
Песня «Doctor Robert» примечательна первым откровенным упоминанием наркотиков в творчестве «The Beatles». Джон Леннон назвал песню автобиографической. В 1980 году он рассказывал:

Она была обо мне. Именно я брал «колёса» в турне и делал это всегда. По крайней мере, в начале. Позднее этим занимался персонал, мы же лишь держали их в карманах «под рукой», на всякий случай.
Оригинальный текст (англ.)It was about myself.  I was the one that carried all the pills on tour and always have done.  Well, in the early days.  Later on the roadies did it, and we just kept them in our pockets loose, in case of trouble.

Уже в 1967 году в одном из интервью Маккартни так описал идею этой композиции:

…Вот в чём вся суть этой песни: она всего лишь о докторе, который лечил бы тебя с помощью «колёс». Это была наша собственная шутка, но часто шутки, зародившись в узком кругу, потом становятся всеобщими, потому что те, кто их слышит, добавляют в них что-то своё, и это здорово. Я хочу сказать, в юности я даже не знал смысла песни «gilly gilly otsen feffer casta nell a bogen» и всё же с удовольствием её пел.
Оригинальный текст (англ.)That’s what ‘Doctor Robert’ is all about, just a pill doctor who sees you all right.  It was a joke between ourselves, but they go in in-jokes and come out out-jokes, because everyone listens and puts their own thing on it, which is great.  I mean, when I was young I never knew what ‘gilly gilly otsen feffer casta nell a bogen’ was all about, but I still enjoyed singing it.

Известно несколько версий в вопросе о реальной личности доктора Роберта. Кроме самого Леннона среди возможных прототипов значатся:
- Боб Дилан, познакомивший группу с марихуаной;
- торговец произведениями искусства и владелец галереи Роберт Фрейзер, знакомый с The Beatles и The Rolling Stones;
- вымышленный персонаж последнего романа Олдоса Хаксли «Остров» (1962) доктор Роберт Макфэйл;
- некий дантист по имени Джон Райли, познакомивший Леннона и Харрисона с ЛСД, незаметно добавив таблетки им в кофе.

Личность доктора проясняется в биографической книге «Пол Маккартни: Много лет назад», написанной Барри Майлзом в 1997 году и основанной на множестве взятых у Маккартни эксклюзивных интервью. Майлз, вторя словам самого Маккартни, пишет:

На самом деле в песне было использовано имя некоего нью-йоркского доктора Роберта Фрейманна, чья неброская клиника на 78-й Восточной улице была весьма удобно расположена, чтобы Джеки Кеннеди и другие состоятельные обитатели Верхнего Ист-Сайда могли прогуляться с Пятой авеню или из парка за уколом витамина B12, который частенько содержал значительную дозу амфетамина. Слава доктора Роберта ширилась, и вскоре приезжие американцы рассказали о нём Джону и Полу.
Оригинальный текст (англ.)In fact, the name was based on the New York Dr. Feelgood character Dr. Robert Freymann, whose discreet East 78th Street clinic was conveniently located for Jackie Kennedy and other wealthy Upper East Siders from Fifth Avenue and Park to stroll over for their vitamin B-12 shots, which also happened to contain a massive dose of amphetamine.  Dr. Robert’s reputation spread and it was not long before visiting Americans told John and Paul about him.

## Музыкальные особенности
Композиция построена на жёстком гитарном ритме, так же как и «And Your Bird Can Sing». Вокал автора вновь пронизан цинизмом, он как бы эмоционально дистанцируется от слушателей — и в этом есть отпечаток усталости.
«The Beatles» начали запись песни «Doctor Robert» в воскресенье 17 апреля 1966 года. Они записали семь дублей аккомпанемента: соло- и ритм-гитару, бас и барабаны, затем маракас, фисгармонию и пианино. Спустя пару дней был добавлен вокал.

## Состав
- Джон Леннон — ведущий вокал, ритм-гитара, гармоника
- Пол Маккартни — бас-гитара, гармонический вокал
- Джордж Харрисон — соло-гитара, маракас, бэк-вокал
- Ринго Старр — барабаны

## Влияние на поп-культуру
- Лидер группы The Blow Monkeys Роберт Ховард взял своё сценическое имя, использовав заголовок песни «Dr. Robert»[8][нет в источнике].
- На доктора Роберта и Дядю Альберта ссылаются в песне Регины Спектор «Edit» из альбома Begin to Hope.
- В ролевой компьютерной видеоигре «Vampire: The Masquerade — Bloodlines» игрок может получить доступ к файлам персонала в Медицинской Клинике Санта-Моники, где работает некий доктор Робертс. Подчинённые Робертса высоко отзываются о его работе и карьерных достижениях, утверждая что «никто не может преуспеть так, как доктор Робертс». В тексте оригинала песни можно встретить такую фразу, как «Никто не может преуспеть так, как Доктор Роберт» (англ. No one can succeed like Doctor Robert).
- В фильме 2007 года «Через Вселенную» одного из персонажей, которого сыграл ирландский рок-музыкант Боно, зовут Доктор Роберт.